# جان بلو
جان بلو (انگلیسی: John Blow; ۱ ژانویهٔ ۱۶۴۹ – ۱ اکتبر ۱۷۰۸) آهنگساز، مربی موسیقی و خواننده اهل انگلستان بود. او در اواخر سال ۱۶۶۸ به سمت ارگ‌نواز کلیسای وست‌مینستر منصوب شد. شاگردان او شامل ویلیام کرافت، جِرِمایا کلارک و هنری پرسل بودند. در سال ۱۶۸۵ به عنوان موسیقی‌دان خصوصی جیمز دوم، پادشاه انگلستان منصوب شد. تنها اثر نمایشی او، ونوس و آدونیس (حدوداً ۱۶۸۰–۱۶۸۷)، تصور می‌شود که بر اپرای بعدی هنری پرسل به نام دیدو و آئنیاس، تأثیر گذاشته است. او در سال ۱۶۸۷ به سمت سرپرست گروه کُر در کلیسای جامع سنت پل منصوب شد، جایی که بسیاری از آثارش اجرا شدند. در سال ۱۶۹۹ به مقام جدید «آهنگساز دربار سلطنتی» منصوب شد.